# Podklášterský most
Podklášterský most (původně Masarykův most) je most přes řeku Jihlavu v Třebíči, je spojnicí mezi Vnitřním městem a Podklášteřím a Zámostím, resp. mezi Žerotínovým náměstí a Komenského náměstím. Původní most byl postaven v roce 1930, v roce 2009 bylo rozhodnuto, že původní most bude stržen a bude postaven nový most. Ke stavbě nového mostu došlo v letech 2016–2017.

## Historie
Od neznámé doby spojoval Podklášteří a Vnitřní město dřevěný most (stál určitě v roce 1862), ten však v roce 1873 shořel a přes něj se do Vnitřního města přenesl požár z oblasti Podklášteří. V roce 1874 byl postaven železný most se dvěma oblouky. Ten byl odstraněn v roce 1929 a byl postaven nový, betonový, most, ten byl dokončen v roce 1930, stavba si vynutila výrazné zvýšení tělesa silnice.
Tím vznikl i taras, který se svažuje k severu a z něhož lze u sochy sv. Jana Nepomuckého po schůdkách sestoupit do Židů. V roce 2009 bylo rozhodnuto o tom, že most bude z důvodu katastrofálních statických podmínek stržen a bude postaven nový most. Dle předpokladů měla začít stavba nového mostu v dubnu 2016, práce měly být ukončeny v rámci jedné stavební sezóny a předpokládalo se dokončení stavby do konce roku 2016. Při zbourání mostu se očekávaly problémy s dopravou, to se však nestalo.

## Nový most

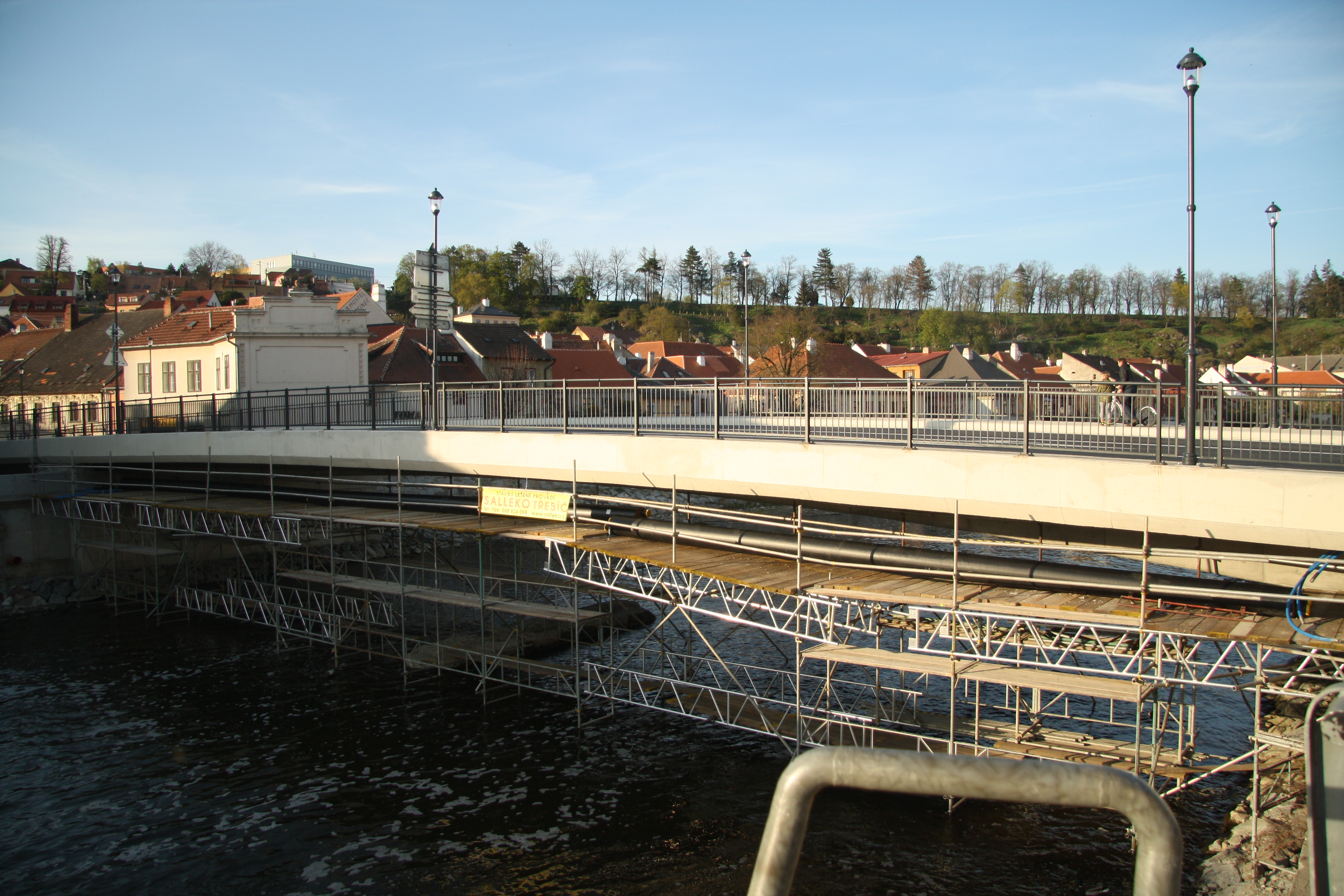
Nový most před dokončením

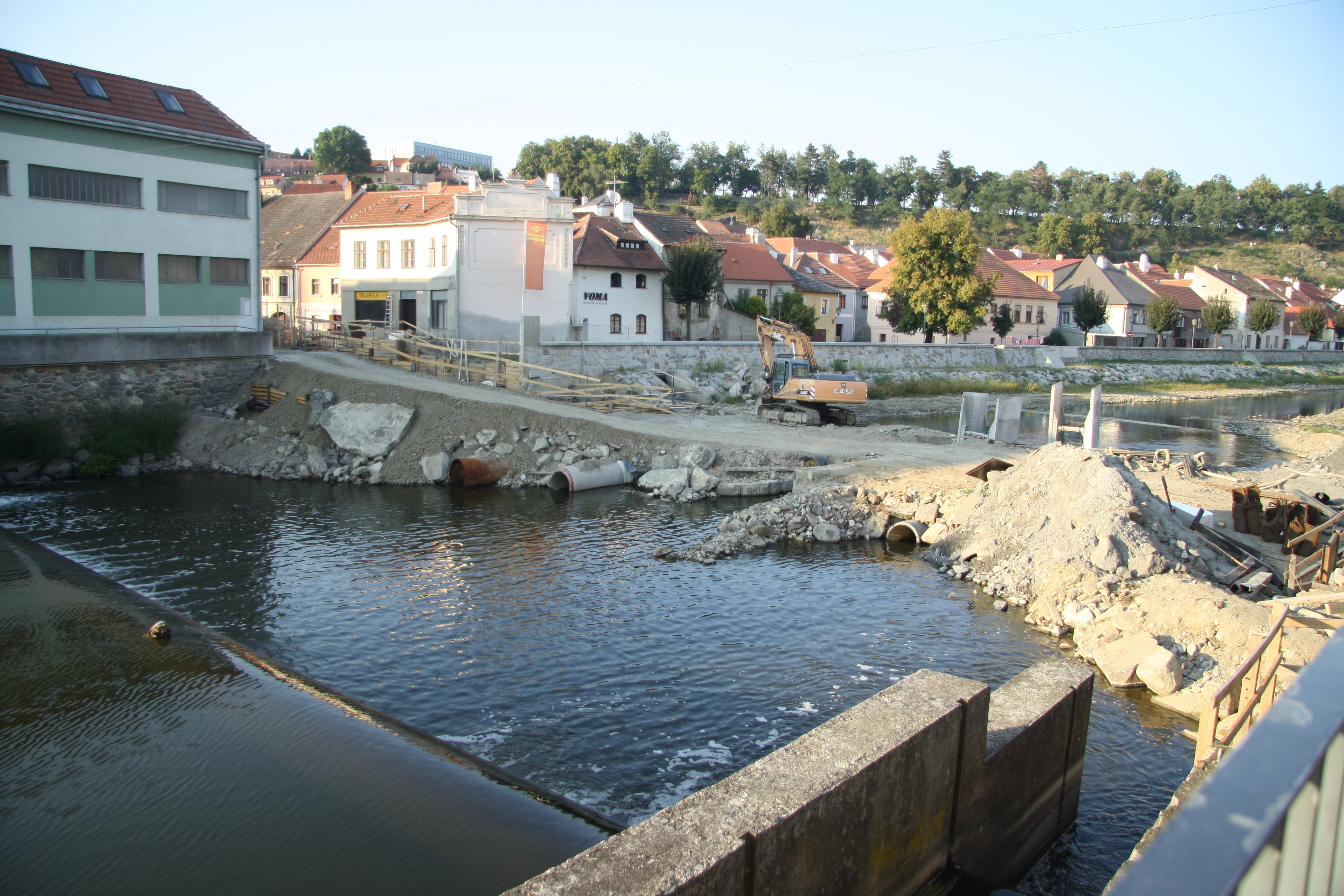
Stavba mostu v srpnu 2016

Budoucí stavba bude jednopólový most o deset metrů kratší (tj. celková délka mostu bude 44 metrů, od opěry k opěře celkem 38,5 metru) a o 3,5 metru širší než původní most, římsy přemostění budou z bílého betonu a skryjí inženýrské sítě, vzhled nového mostu byl konzultován s Národním památkovým ústavem. Maximální hodnoty zatížení mostu budou v normálním provozu 32 tun, výhradní 80 tun a výjimečná 196 tun. Při bourání mostu byla snížena hladina řeky Jihlavy, celkem bylo odvezeno 280 tun suti, most byl zbourán mezi dny 16. a 17. května a dle původních informací z května 2016 měla být stavba mostu hotova do konce listopadu téhož roku. V červenci 2016 bylo uvedeno, že most by měl být nejspíše postaven až v prosinci téhož roku. Bylo zjištěno, že podloží mostu je odlišné od původně očekávaného a tak musí dojít ke změně projektu.
Na podzim 2016 byly vyjádřeny obavy, že stavba mostu potrvá z důvodu nepříznivých klimatických podmínek déle a otevřen bude až na jaře roku 2017. Diskutovalo se i o nočních pracích na mostě, nicméně i přes to došlo k tomu, že most nebude otevřen do konce roku 2016. Na konci listopadu 2016 bylo uvedeno, že kraj Vysočina převezme most do provozu až v dubnu roku 2017. Důvodem je časová tíseň, nevhodné podnební podmínky a přesun přeložky plynu a také změna založení mostu. Životnost mostu je plánována na 100 let, životnost vozovky na 10 let. V prosinci 2016 bylo oznámeno, že noční práce pracovníci bezpečnosti práce nepovolí a tak lze pracovat pouze za dne, k přerušení prací dojde 22. prosince 2016. Při stavbě stavbaři narazili na starou kamennou stoku budovanou pro zámek. Dle vyjádření městského architekta Lubora Herzána zpoždění stavby není nic neobvyklého, stejně tak konstrukce mostu zapadne do lokality Zámostí, konstrukce je dle něj lehká a nosná.
V únoru 2016 začaly znovu práce na Podklášterském mostě, začalo se napojením nábřežních zdí. V tom samém měsíci také došlo k posunutí termínu otevření na květen roku 2017. Předpokládané uvedení do zkušebního provozu je naplánováno na konec dubna. V únoru roku 2017 bylo uvedeno, že na přelomu února a března by mělo dojít k dalším pracím na mostovce a vozovce, předání mostu do provozu včetně předání kompletní dokladové části projektu je naplánováno na 31. května 2017. Na počátku dubna byla dokončena izolace mostovky a zalití asfaltem, stejně tak byly dokončeny montáže obrub na přilehlých komunikacích. V dubnu bylo upřesněno, že most bude otevřen 22. dubna, což se také stalo.

## Socha sv. Jana Nepomuckého
Socha pochází z roku 1704, jejím autorem je pravděpodobně Štěpán Pagan.
V roce 2017 byla rekonstruována socha svatého Jana Nepomuckého, byla rekonzervována a byl postaven nový podstavec. V roce 2021 byla socha sv. Jana Nepomuckého sundána a odeslána na komplexní restauraci do ateliéru Jana Vodáčka, přibližně v roce 2022 by měla být konzervovaná socha vrácena zpět na Podklášterský most. Nakonec byla socha na své místo vrácena v červenci roku 2023, mimo jiné byl odstraněn původní tmel a beton, který zakrýval obličej a detaily sochy.